# Şəmkir

Şəmkir este un oraș din Azerbaidjan.